# Fuligo
Fuligo (dal latino fuligo, fuliginis = fuliggine) è il nome di un genere di mixomiceti, oggi generalmente raggruppati nel phylum degli amebozoi.

## Descrizione
Il genere ha una ampia diffusione geografica. Comprende funghi mucillaginosi inclusi nella famiglia delle Physaraceae. Si tratta di organismi riconducibili ai protozoi piuttosto che ai funghi, ma per motivi storici il loro studio viene di solito fatto ricadere nel campo della micologia.

## Specie

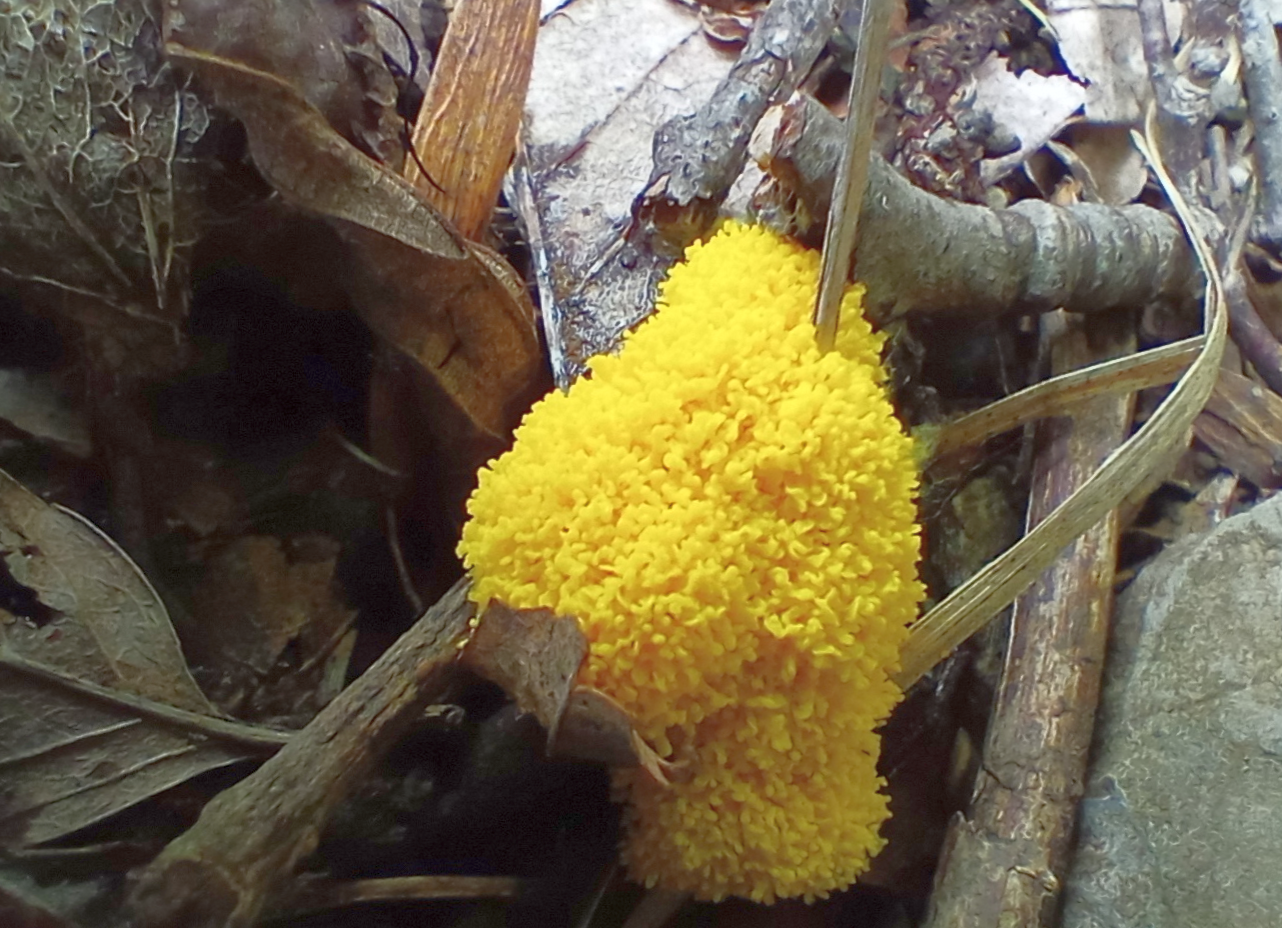
Fuligo septica

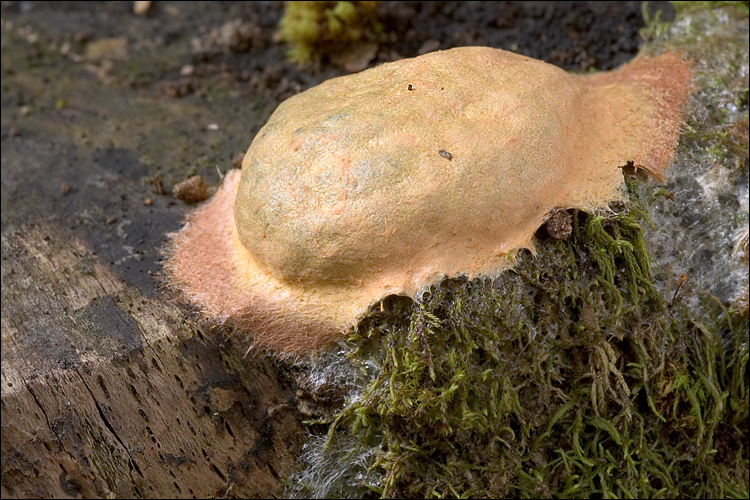
Fuligo leviderma

Le seguenti specie di Fuligo sono accettate da Species Fungorum:
- Fuligo aurea (Penz.) Y. Yamam. (1998)
- Fuligo candida Pers. (1796)
- Fuligo cinerea (Schwein.) Morgan (1896)
- Fuligo flava Pers. (1794)
- Fuligo gyrosa E. Jahn (1902)
- Fuligo intermedia T.Macbr. (1922)
- Fuligo leviderma H. Neubert, Nowotny & K. Baumann (1995)
- Fuligo luteonitens L.G. Krieglst. & Nowotny (1995)
- Fuligo lycoperdon (Bull.) Schumach. (1803)
- Fuligo megaspora Sturgis (1913)
- Fuligo muscorum Alb. & Schwein. (1805)
- Fuligo ochracea (Peck) Peck (1878)
- Fuligo plumbea Schumach. (1803)
- Fuligo rufa Pers. (1794)
- Fuligo septica (L.) F.H.Wigg (1780)
- Fuligo varians Sommerf. (1826)